# Hsiao Bi-khim
Hsiao Bi-khim (蕭美琴T, Xiāo MěiqínP; Kōbe, 7 agosto 1971) è una politica e diplomatica taiwanese, vicepresidente di Taiwan dal 20 maggio 2024; è la prima persona birazziale a ricoprire tale carica.
Membro nello Yuan legislativo dal 2002 al 2008 e di nuovo tra il 2012 e il 2020, è stata la rappresentante taiwanese negli Stati Uniti d'America dal 2020 al 2023. Il 20 novembre 2023, si è dimessa dal suo incarico, candidandosi come vicepresidente accanto al candidato presidenziale del PPD, Lai Ching-te, con cui è risultata eletta il 13 gennaio 2024.

## Biografia
Nata a Kōbe, in Giappone, suo padre, Hsiao Ching-fen, è taiwanese, mentre sua madre, Peggy Cooley, è statunitense. La famiglia materna di Hsiao è presente negli Stati Uniti fin dai tempi della Mayflower (1620).
Hsiao è cresciuta a Tainan, parlando fin da piccola mandarino, taiwanese e inglese, ed è stata allevata in una famiglia presbiteriana. Si è trasferita negli Stati Uniti da adolescente e si è diplomata alla Montclair High School di Montclair, nel New Jersey. Si è laureata presso l'Oberlin College nel 1993 con un bachelor of arts in studi sull'Asia orientale. Successivamente, ha proseguito gli studi in scienze politiche alla Columbia University, ottenendo un master of arts nel 1995.

### Ascesa in politica
Negli Stati Uniti, Hsiao Bi-khim divenne attiva presso l'ufficio di rappresentanza del PPD, ricoprendo il ruolo di coordinatrice delle attività. Dopo il suo ritorno a Taiwan, assunse il ruolo di direttrice degli affari internazionali del partito, rappresentandolo in numerose conferenze internazionali per oltre un decennio.
Dopo l'insediamento di Chen Shui-bian alla presidenza nel 2000, lavorò come interprete e consigliera del presidente per quasi due anni. La sua doppia cittadinanza statunitense e taiwanese durante il suo incarico governativo divenne un problema, dunque rinunciò alla cittadinanza statunitense nel 2002.

### Carriera legislativa (2002-2008; 2012-2020)

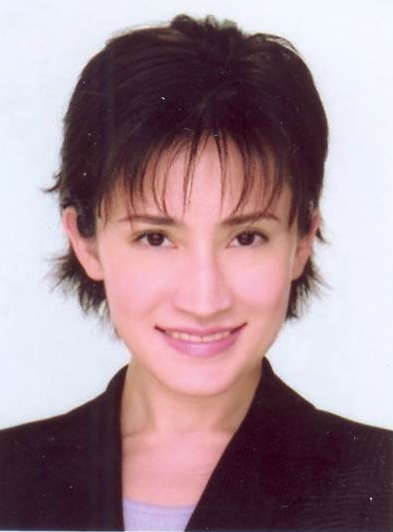
Hsiao durante la VI legislatura dello Yuan legislativo

Nel gennaio 2001, Hsiao annunciò la sua intenzione di candidarsi allo Yuan legislativo con il PPD come membro supplementare per i collegi all'estero, citando la sua esperienza nelle relazioni internazionali. Fu eletta nello stesso anno, a dicembre.
Nelle elezioni legislative del dicembre 2004, fu rieletta, rappresentando il primo collegio di Taipei. Come legislatrice, servì nella Commissione per gli affari esteri e degli stranieri, nella Commissione per le procedure e nella Commissione per la disciplina.
Hsiao si occupò di diversi temi durante il suo mandato, tra cui i diritti delle donne, i diritti degli stranieri e altri diritti umani. Nel gennaio 2005, si adoperò per l'approvazione della Legge sulla prevenzione delle molestie sessuali. Sostenne la modifica della Legge sulla nazionalità per permettere agli individui nati da almeno un genitore taiwanese di rivendicare la nazionalità e propose e co-sponsorizzò emendamenti alla Legge sull'immigrazione contro la discriminazione e la violenza domestica. Fu anche sostenitrice dei diritti degli animali, proponendo emendamenti alla Legge sulla protezione degli animali.
Nel maggio 2005, rappresentò il PPD al congresso annuale dell'Internazionale Liberale a Sofia, durante il quale fu eletta vicepresidente dell'organizzazione. Qualche giorno più tardi rivelò che lei e altri rappresentanti del partito furono seguiti durante la loro visita in Bulgaria da due persone non identificate inviate dall'ambasciata della Repubblica Popolare Cinese a Sofia.

Hsiao fu uno dei legislatori del PPD che alcuni sostenitori del partito considerarono insufficientemente fedeli, accusandola di essere troppo moderata e di simpatizzare per la Cina. Difesa da altri membri, non fu comunque nominata per la rielezione nelle elezioni legislative di gennaio 2008, una mossa che alcuni attribuirono alla controversia.

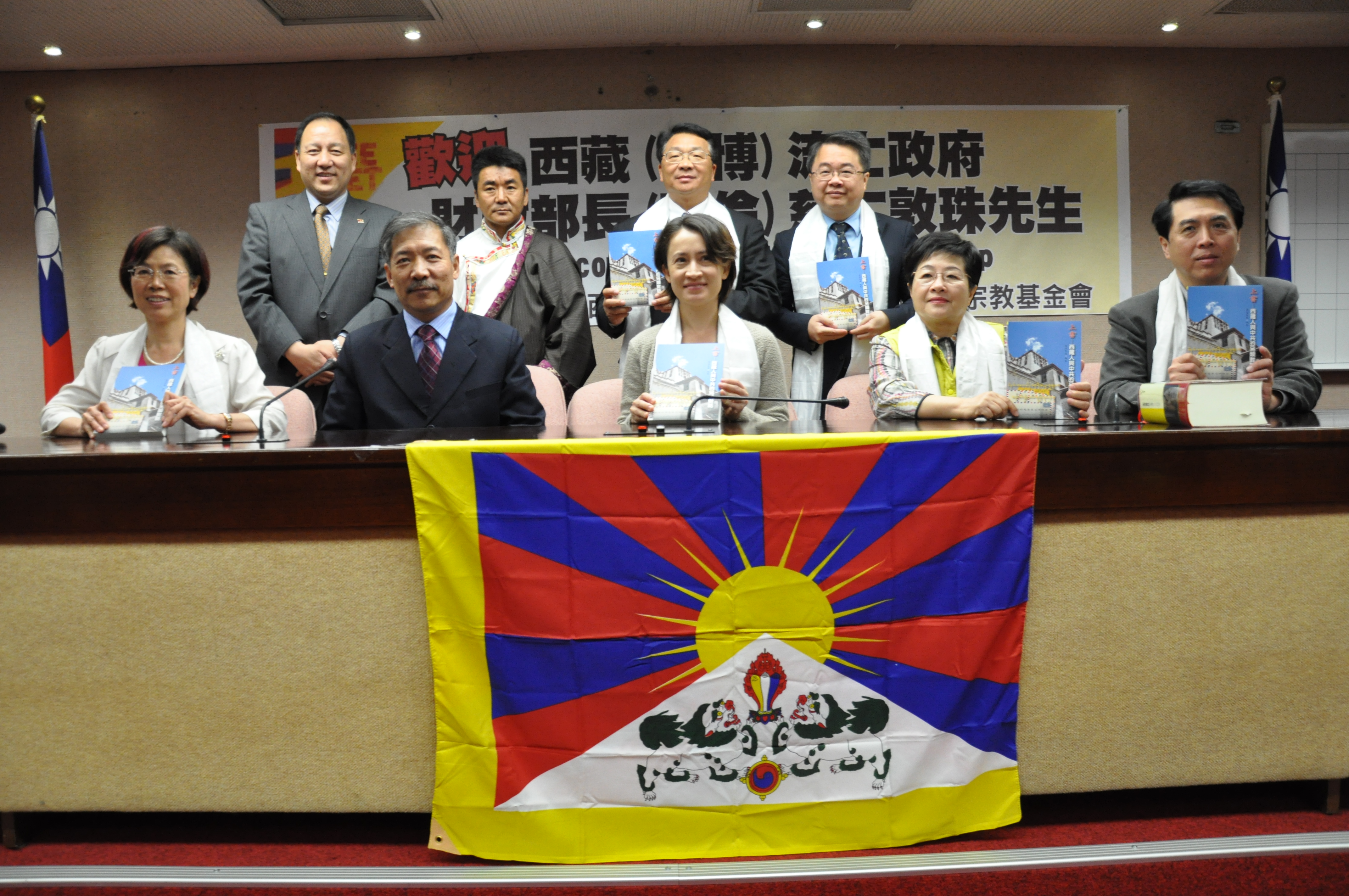
Hsiao (al centro in prima fila) e la commissione parlamentare per il Tibet dello Yuan legislativo ospitano il ministro delle finanze dell'Amministrazione centrale tibetana, Tsering Dhondup, nel 2013

In seguito fu vicepresidente della Fondazione per gli scambi Taiwan-Tibet, direttrice della Fondazione taiwanese per la democrazia, segretaria generale del Consiglio dei liberali e dei democratici asiatici e presidente fondatrice dell'Associazione taiwanese per le donne nello sport.
Hsiao tornò allo Yuan legislativo nel febbraio 2012, eletta tramite rappresentanza proporzionale con lista di partito. Nel 2016, successe a Wang Ting-son come legislatrice per la contea di Hualien. Nel 2018, fu organizzata una campagna di richiamo contro di lei a causa del suo forte sostegno alla legalizzazione del matrimonio tra persone dello stesso sesso. La donna non cedette alle pressioni e continuò a sostenere il Pride di Hualien. Nell'agosto 2019, ricevette la nomina del PPD per candidarsi a un altro mandato, ma perse il suo seggio a favore di Fu Kun-chi nelle elezioni legislative del 2020.

### Carriera diplomatica (2020-2023)

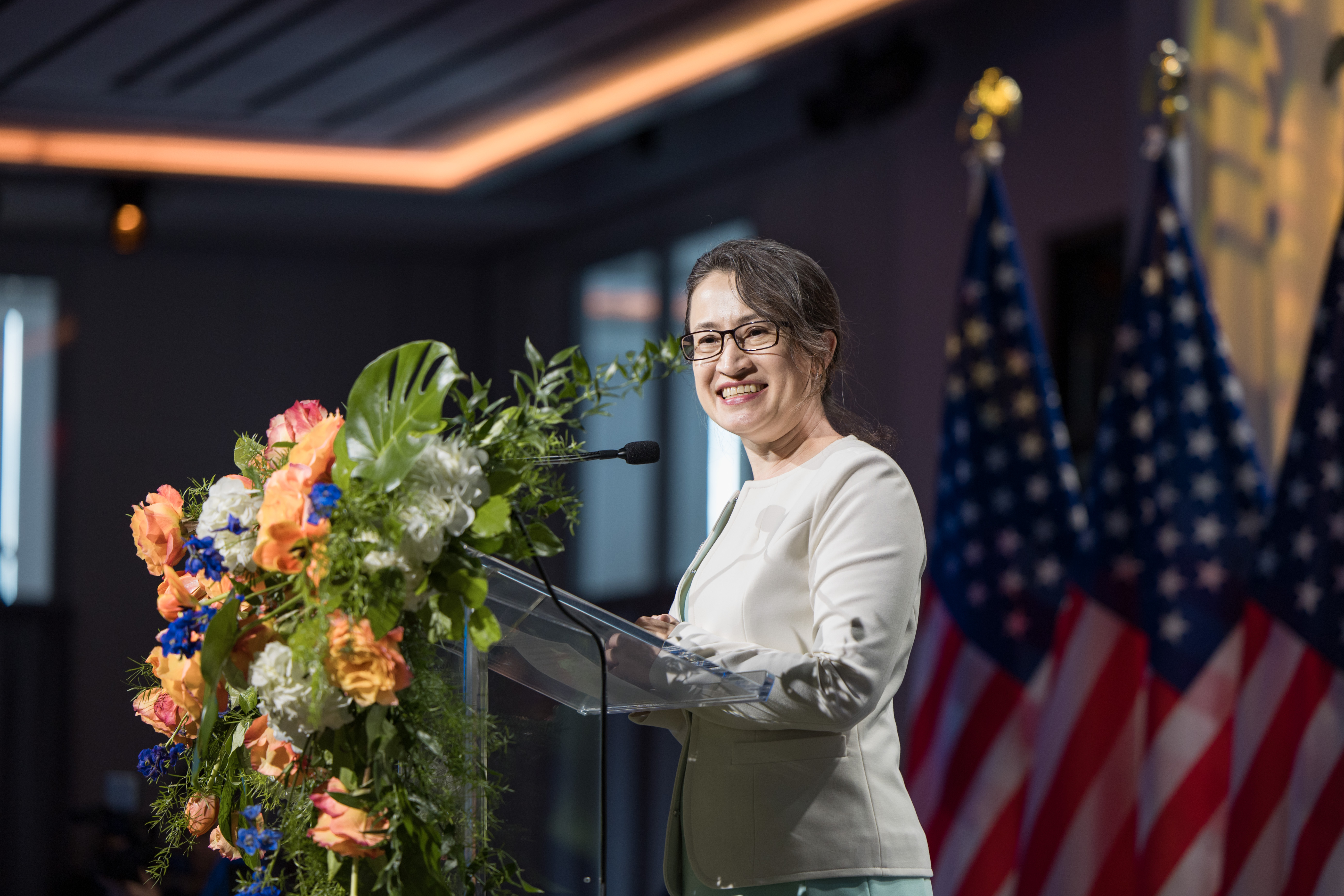
Hsiao durante il suo mandato come rappresentante della Repubblica di Cina negli Stati Uniti d'America nel 2023

Alla fine del suo mandato nel 2020, ha lasciato lo Yuan legislativo ed è stata successivamente nominata consigliera del Consiglio di sicurezza nazionale. Nel giugno 2020, è stata nominata rappresentante della Repubblica di Cina negli Stati Uniti d'America, succedendo a Stanley Kao e diventando la prima donna a ricoprire tale ruolo. Hsiao ha prestato giuramento il 20 luglio 2020.
Il 20 gennaio 2021, è stata ufficialmente invitata e ha partecipato all'inaugurazione del presidente degli Stati Uniti Joe Biden, segnando la prima volta che un rappresentante di Taiwan partecipava ufficialmente a un insediamento presidenziale statunitense dall'interruzione delle relazioni diplomatiche tra i due paesi nel 1979. Davanti al Campidoglio, ella ha dichiarato: "La democrazia è la nostra lingua comune e la libertà è il nostro obiettivo comune".
In occasione della giornata nazionale di Taiwan del 2021, Hsiao ha effettuato il primo lancio cerimoniale prima di una partita dei New York Mets, celebrando la loro 16ª giornata annuale dedicata a Taiwan.

### Vicepresidente della Repubblica di Cina (dal 2024)

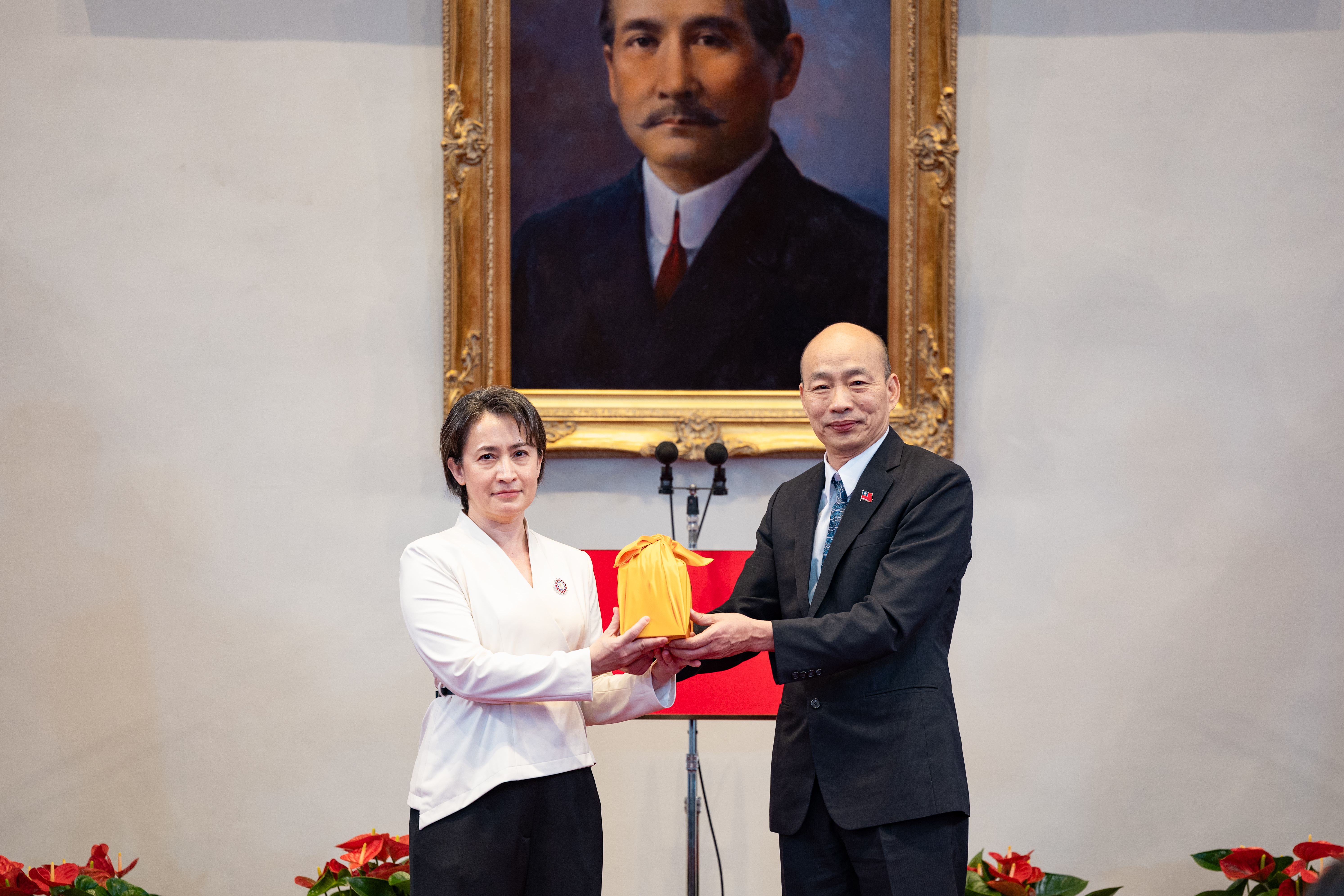
Hsiao accetta il sigillo di vicepresidente della Repubblica di Cina dal presidente dello Yuan legislativo Han Kuo-yu

Il 20 novembre 2023, il candidato presidenziale del PPD Lai Ching-te ha ufficialmente nominato Hsiao come sua candidata alla vicepresidenza per le elezioni presidenziali del 2024.
Il 13 gennaio 2024, Lai e Hsiao sono stati eletti presidente e vicepresidente nella terza vittoria consecutiva del PPD nelle elezioni presidenziali.
A marzo 2024, la vicepresidente ha fatto una visita personale negli Stati Uniti, il suo primo viaggio all'estero dalla sua elezione. In risposta alla sua visita, il portavoce dell'Ambasciata della Repubblica Popolare Cinese negli Stati Uniti, Liu Pengyu, ha dichiarato che "Pechino si oppone fermamente a qualsiasi visita di Hsiao negli Stati Uniti a qualsiasi nome o sotto qualsiasi pretesto" e ha definito Hsiao una "separatista irriducibile per l'indipendenza di Taiwan".
Nello stesso mese, ha visitato la Repubblica Ceca dove è stata invitata a parlare al think tank ceco Sinopsis. Conseguentemente a ciò, il portavoce del Ministero degli esteri cinese, Lin Jian, ha dichiarato che il governo ceco dovrebbe "reprimere severamente alcuni politici [cechi]" e "adottare misure efficaci per rimuovere l'influenza negativa di questo incidente".
Durante il viaggio nella capitale boema, un'auto appartenente a un diplomatico della sezione militare dell'ambasciata della RPC è stata fermata dalle forze dell'ordine dopo essere passata con il rosso, apparentemente nel tentativo di pedinare il convoglio di Hsiao. Le autorità ceche hanno avviato un'indagine in risposta all'incidente.

## Vita privata
Hsiao è un'amante dei gatti e dichiarò nel luglio 2020 che avrebbe portato con sé i suoi quattro gatti quando si sarebbe trasferita negli Stati Uniti come rappresentante di Taiwan nel paese. In qualità di inviata, disse che avrebbe contrastato la presunta diplomazia aggressiva dei "guerrieri lupo" della Cina con una sua propria forma di diplomazia dei "guerrieri gatti".

## Sanzioni
Il 17 agosto 2022, a seguito della visita a Taiwan della speaker della Camera dei rappresentanti degli Stati Uniti Nancy Pelosi, avvenuta tra il 2 e il 3 agosto, la Cina ha inserito nella lista nera sette funzionari taiwanesi, tra cui Hsiao, a causa del loro presunto sostegno all'indipendenza di Taiwan. La lista nera vieta loro di entrare nella Cina continentale e nelle regioni amministrative speciali di Hong Kong e Macao, e impedisce loro di collaborare con funzionari cinesi. Il tabloid statale cinese Global Times ha etichettato Hsiao e gli altri sei funzionari come "secessionisti irriducibili".
Nell'aprile 2023, è stata sanzionata dalla Cina per la seconda volta in seguito all'incontro tra la presidente di Taiwan Tsai Ing-wen e lo speaker della Camera dei rappresentanti degli Stati Uniti Kevin McCarthy in California. Il secondo pacchetto di sanzioni prevede anche il divieto per investitori e aziende legati agli individui sanzionati di collaborare con organizzazioni e individui della Cina continentale.